# Corydalis caudata
Corydalis caudata är en vallmoväxtart som först beskrevs av Jean-Baptiste de Lamarck, och fick sitt nu gällande namn av Christiaan Hendrik Persoon. Corydalis caudata ingår i släktet nunneörter, och familjen vallmoväxter. Inga underarter finns listade i Catalogue of Life.